# 小盘谷
32°23′20″N 119°26′27″E / 32.38889°N 119.44083°E
小盘谷，位于中国江苏省扬州市广陵区丁家湾大树巷42号，是清代扬州园林的典型代表，2006年被列为第六批全国重点文物保护单位。
始建于清乾隆、嘉庆年间，光绪三十年（1904年）两江总督周馥购得此园后重建，园内假山峰回路转，故称小盘谷。总占地5700平方米，东部为园林，西部为住宅。